# Secret Passion
Secret Passion — третий студийный альбом нидерландской симфо/готик-метал группы Imperia, вышедший в 2011 году.

## История
Работу над своим третьим альбомом Secret Passion группа начала осенью 2010 года. В отличие от предыдущих альбомов, этот записывался в разных студиях и странах. Микширование и мастеринг проводил Джейкоб Хансен.
Релиз альбома состоялся 25 марта 2011 года на германском лейбле Massacre Records. 6 июля того же года альбом вышел на японском лейбле Rubicon Music, а 6 апреля 2012 ― на российском Mazzar Records. Альбом сразу получил положительные отзывы в музыкальной металлической прессе.
В альбом, выпущенный Rubicon Music вошла также акустическая версия трека «Let Down», в исполнении которого приняла участие успешная турецкая арфистка Зейнеп Ойкю Йылмаз.

## Список композиций
| №                   | Название             | Длительность |
| ------------------- | -------------------- | ------------ |
| 1.                  | «Touch of Your Hand» | 4:33         |
| 2.                  | «Secret Passion»     | 5:28         |
| 3.                  | «Fragile»            | 3:42         |
| 4.                  | «Out of Sight»       | 4:11         |
| 5.                  | «Let Down»           | 5:56         |
| 6.                  | «Violence»           | 4:44         |
| 7.                  | «Like Rain»          | 4:32         |
| 8.                  | «Suicide»            | 4:10         |
| 9.                  | «Hold On»            | 4:09         |
| 10.                 | «Greed»              | 5:27         |
| 11.                 | «Missing it All»     | 5:27         |
| 12.                 | «My Sleeping Angel»  | 3:41         |
| 13.                 | «Mistress»           | 4:35         |
| Общая длительность: | Общая длительность:  | 1:00:35      |

## Состав
Группа
- Хелена Ирен Михальсен (Helena Iren Michaelsen) — вокал
- Ян «Örkki» Ирланд (Jan Yrlund) — гитара
- Джерри Ферштрекен (Gerry Verstreken) — бас-гитара
- Стив Вольц (Steve Wolz) — ударные

Сессионные музыканты
- Оливер Филиппс (Oliver Philipps) — клавишные, рояль, аранжировки, гитара, дополнительный вокал
- Тина Гуо (Tina Guo) — виолончель (5 трек)
- Зейнеп Ойкю Йылмаз (Zeynep Öykü Yilmaz) — арфа
- Клара Бетанкур (Clara Betancourt) — виолончель (2 трек)
- Кристиан «Moschus» Мус (Christian Moos) — малый маршевый барабан (9 трек)
- Джон Стам (John Stam) — лидер-гитара (8 трек)
- Аудун Гроннестад (Audun Grønnestad) — вокал (хор) (9 трек)